# Mjöbäck
Mjöbäck est une localité de la commune de Svenljunga dans le comté de Västra Götaland en Suède.
Sa population était de 306 habitants en 2019.